# Salix ehrhartiana
Salix ehrhartiana är en videväxtart som beskrevs av Georg Friedrich Wilhelm Meyer. Salix ehrhartiana ingår i släktet viden, och familjen videväxter. Inga underarter finns listade i Catalogue of Life.